# Torneo Preolímpico Femenino de la AFC 2024
El Torneo Preolímpico Femenino de la AFC de 2024 fue la sexta edición de este torneo de fútbol de selecciones absolutas organizado por la Confederación Asiática de Fútbol (AFC).
El torneo comenzó el 3 de abril de 2023 y finalizó el 6 de diciembre del mismo año en su segunda fase.
La tercera ronda se disputó el 24 y 28 de febrero de 2024. Australia y Japón fueron los equipos ganadores de los play-off y clasificaron al torneo de fútbol femenino de los Juegos Olímpicos de París 2024, como los representantes de la AFC.

## Formato
De las 47 asociaciones miembro de la AFC, un total de 31 equipos nacionales miembros de la AFC entraron en la fase de clasificación. El formato es el siguiente:
Primera ronda: Los cinco equipos mejor clasificados en la Clasificación Mundial Femenina de la FIFA al 9 de diciembre de 2022, que eran Corea del Norte, Japón, Australia, República Popular China y Corea del Sur, recibieron pase a la segunda ronda. Los 26 equipos restantes se dividirán en cinco grupos de cuatro y dos grupos de tres y competirán en un formato de liga de una ronda en un lugar centralizado. Los ganadores de cada grupo en esta ronda avanzarán a la segunda ronda.
Segunda ronda: los doce equipos (cinco equipos que ingresaron a esta ronda y siete equipos de la primera ronda) se sortearán en tres grupos de cuatro equipos y competirán en un formato de liga de una ronda en un lugar centralizado. Los tres ganadores de grupo y los subcampeones mejor clasificados de esta ronda avanzarán a la tercera ronda.
Tercera ronda: Los cuatro equipos jugarán dos partidos en casa y dos fuera de casa. Los ganadores se clasificarán para el Torneo Olímpico de Fútbol Femenino.

## Sorteo
El sorteo de la primera ronda se llevó a cabo el 12 de enero de 2023 a las 15:00 MYT, en la AFC House en Kuala Lumpur, Malasia.

## Primera ronda
La primera ronda se jugó entre el 1 y el 11 de abril de 2023.

### Grupo A
| Equipo         | Pts | PJ | PG | PE | PP | GF | GC | Dif |
| -------------- | --- | -- | -- | -- | -- | -- | -- | --- |
| Uzbekistán     | 9   | 3  | 3  | 0  | 0  | 19 | 0  | +19 |
| Bután          | 6   | 3  | 2  | 0  | 1  | 5  | 11 | -6  |
| Jordania       | 3   | 3  | 1  | 0  | 2  | 4  | 10 | -6  |
| Timor Oriental | 0   | 3  | 0  | 0  | 3  | 2  | 9  | -7  |

| 5 de abril de 2023 | Jordania                                               | 3:1 (1:0) | Timor Oriental   | Estadio Lokomotiv, Taskent, Uzbekistán |                           |
| 15:00 (UZT)        | - Al-Majali 45+3' (pen.) - Jbarah 61' - Abu-Sabbah 82' | Reporte   | - 90+5' dos Reis | Árbitra: Plong Pich Akara              | Árbitra: Plong Pich Akara |

| 5 de abril de 2023 | Uzbekistán                                                                                    | 9:0 (5:0) | Bután | Estadio Pakhtakor Markaziy, Taskent, Uzbekistán |                       |
| 17:00 (UZT)        | - Khabibullaeva 2', 20', 45+1', 48', 73' - Karachik 30', 42' - Norboeva 51' - Shoyimova 90+1' | Reporte   |       | Árbitra: Azusa Sugino                           | Árbitra: Azusa Sugino |

| 8 de abril de 2023 | Bután                | 2:1 (0:0) | Jordania              | Estadio Lokomotiv, Taskent, Uzbekistán |                        |
| 15:00 (UZT)        | - Dema 64' - Rai 76' | Reporte   | - 90+2' (pen.) Jbarah | Árbitra: Atena Lashani                 | Árbitra: Atena Lashani |

| 8 de abril de 2023 | Timor Oriental | 0:3 (0:0) | Uzbekistán                                     | Estadio Pakhtakor Markaziy, Taskent, Uzbekistán |                            |
| 17:00 (UZT)        |                | Reporte   | - 59' Nabikulova - 70' Zoirova - 78' Shoyimova | Árbitra: Supiree Testhomya                      | Árbitra: Supiree Testhomya |

| 11 de abril de 2023 | Timor Oriental    | 1:3 (0:1) | Bután                              | Estadio Lokomotiv, Taskent, Uzbekistán |                     |
| 15:00 (UZT)         | - Godelivia 90+5' | Reporte   | - N. Dema 43', 67' - J. Choden 75' | Árbitra: Wang Chieh                    | Árbitra: Wang Chieh |

| 11 de abril de 2023 | Uzbekistán                                                                        | 7:0 (3:0) | Jordania | Estadio Pakhtakor Markaziy, Taskent, Uzbekistán |                       |
| 17:00 (UZT)         | - Zoirova 9' - Ablyakimova 18' - Khabibullaeva 44', 49', 63' - Kudratova 56', 58' | Reporte   |          | Árbitra: Azusa Sugino                           | Árbitra: Azusa Sugino |

### Grupo B
| Equipo    | Pts       | PJ        | PG        | PE        | PP        | GF        | GC        | Dif       |
| --------- | --------- | --------- | --------- | --------- | --------- | --------- | --------- | --------- |
| Irán      | 4         | 2         | 1         | 1         | 0         | 2         | 1         | +1        |
| Birmania  | 1         | 2         | 0         | 1         | 1         | 1         | 2         | -1        |
| Bangladés | Se retiró | Se retiró | Se retiró | Se retiró | Se retiró | Se retiró | Se retiró | Se retiró |
| Maldivas  | Se retiró | Se retiró | Se retiró | Se retiró | Se retiró | Se retiró | Se retiró | Se retiró |

| 5 de abril de 2023 | Irán             | 1:0 (0:0) | Birmania | Estadio Thuwunna, Rangún, Birmania |                        |
| 16:00 (MMT)        | - Chatrenoor 52' | Reporte   |          | Árbitra: Yang Shu-ting             | Árbitra: Yang Shu-ting |

| 8 de abril de 2023 | Birmania  | 1:1 (0:1) | Irán        | Estadio Thuwunna, Rangún, Birmania |               |
| 16:00 (MMT)        | - Tun 57' | Reporte   | - 14' Zandi | Árbitra: [[]]                      | Árbitra: [[]] |

### Grupo C
| Equipo     | Pts       | PJ        | PG        | PE        | PP        | GF        | GC        | Dif       |
| ---------- | --------- | --------- | --------- | --------- | --------- | --------- | --------- | --------- |
| Vietnam    | 6         | 2         | 2         | 0         | 0         | 7         | 1         | +6        |
| Nepal      | 0         | 2         | 0         | 0         | 2         | 1         | 7         | -6        |
| Palestina  | Se retiró | Se retiró | Se retiró | Se retiró | Se retiró | Se retiró | Se retiró | Se retiró |
| Afganistán | Se retiró | Se retiró | Se retiró | Se retiró | Se retiró | Se retiró | Se retiró | Se retiró |

| 5 de abril de 2023 | Nepal          | 1:5 (0:3) | Vietnam                                                           | Estadio Dasarath Rangasala, Katmandú, Nepal |                             |
| 18:00 (NPT)        | - Bhandari 79' | Reporte   | - 11' Yến - 36' (pen.), 48' Như - 38' Bích Thùy - 90+1' Thanh Nhã | Árbitra: Sunita Thongthawin                 | Árbitra: Sunita Thongthawin |

| 8 de abril de 2023 | Vietnam      | 2:0 (2:0) | Nepal | Estadio Dasarath Rangasala, Katmandú, Nepal |               |
| 18:00 (NPT)        | - Yến 4', 7' | Reporte   |       | Árbitra: [[]]                               | Árbitra: [[]] |

### Grupo D
| Equipo    | Pts                   | PJ                    | PG                    | PE                    | PP                    | GF                    | GC                    | Dif                   |
| --------- | --------------------- | --------------------- | --------------------- | --------------------- | --------------------- | --------------------- | --------------------- | --------------------- |
| Tailandia | 6                     | 2                     | 2                     | 0                     | 0                     | 12                    | 0                     | +12                   |
| Mongolia  | 1                     | 2                     | 0                     | 1                     | 1                     | 2                     | 8                     | -6                    |
| Singapur  | 1                     | 2                     | 0                     | 1                     | 1                     | 2                     | 8                     | -6                    |
| Sri Lanka | Suspendido por la AFC | Suspendido por la AFC | Suspendido por la AFC | Suspendido por la AFC | Suspendido por la AFC | Suspendido por la AFC | Suspendido por la AFC | Suspendido por la AFC |

| 1 de abril de 2023 | Singapur | 0:6 (0:2) | Tailandia                                                                                   | Estadio Chonburi, Chonburi, Tailandia                 |                                                       |
| 17:00 (ICT)        |          | Reporte   | - 8' Waenngoen - 21' Sontisawat - 58', 77' Pengngam - 65' Mongkoldee - 87' Jeeratanapavibul | Asistencia: 500 espectadores Árbitra: Thein Thein Aye | Asistencia: 500 espectadores Árbitra: Thein Thein Aye |

| 4 de abril de 2023 | Mongolia             | 2:2 (1:1) | Singapur              | Estadio Chonburi, Chonburi, Tailandia                |                                                      |
| 17:00 (ICT)        | - Namuunaa 3', 90+4' | Reporte   | - 42' Tan - 79' Rosni | Asistencia: 50 espectadores Árbitra: Nodira Mirzoeva | Asistencia: 50 espectadores Árbitra: Nodira Mirzoeva |

| 7 de abril de 2023 | Tailandia                                                                                         | 6:0 (3:0) | Mongolia | Estadio Chonburi, Chonburi, Tailandia |                  |
| 17:00 (ICT)        | - Pram-nak 11' - Aupachai 16' - Somnonk 27' - Keereesuwannakul 50' - Mongkoldee 68' (pen.), 90+1' | Reporte   |          | Árbitra: Yu Hong                      | Árbitra: Yu Hong |

### Grupo E
| Equipo     | Pts | PJ | PG | PE | PP | GF | GC | Dif |
| ---------- | --- | -- | -- | -- | -- | -- | -- | --- |
| Filipinas  | 9   | 3  | 3  | 0  | 0  | 16 | 0  | +12 |
| Hong Kong  | 6   | 3  | 2  | 0  | 1  | 5  | 4  | +1  |
| Pakistán   | 3   | 3  | 1  | 0  | 2  | 1  | 6  | -5  |
| Tayikistán | 0   | 3  | 0  | 0  | 3  | 0  | 12 | -12 |

| 5 de abril de 2023 | Filipinas                                             | 4:0 (3:0) | Pakistán | Hisor Central Stadium, Hisor, Tayikistán          |                                                   |
| 16:00 (TJT)        | - Long 22' - Bolden 26' - Madarang 29' - McDaniel 85' | Reporte   |          | Asistencia: 100 espectadores Árbitra: Dong Fangyu | Asistencia: 100 espectadores Árbitra: Dong Fangyu |

| 5 de abril de 2023 | Hong Kong                                             | 3:0 (2:0) | Tayikistán | Hisor Central Stadium, Hisor, Tayikistán           |                                                    |
| 19:00 (TJT)        | - Khudododova 7' (a.g.) - Chung Yee 45+1' - Tsang 88' | Reporte   |            | Asistencia: 50 espectadores Árbitra: Asaka Koizumi | Asistencia: 50 espectadores Árbitra: Asaka Koizumi |

| 8 de abril de 2023 | Pakistán | 0:2 (0:0) | Hong Kong          | Hisor Central Stadium, Hisor, Tayikistán |                     |
| 16:00 (TJT)        |          | Reporte   | - 73' Yan - 90' Yi | Árbitra: A. Abirami                      | Árbitra: A. Abirami |

| 8 de abril de 2023 | Tayikistán | 0:8 (0:6) | Filipinas                                                                                                  | Hisor Central Stadium, Hisor, Tayikistán |                        |
| 19:00 (TJT)        |            | Reporte   | - 26' Harrison - 28' Annis - 31' Frilles - 35' Quezada - 38' Serrano - 45+3' Alcantara - 60', 89' McDaniel | Árbitra: Mahnaz Zokaee                   | Árbitra: Mahnaz Zokaee |

| 11 de abril de 2023 | Filipinas | 4:0 (3:0) | Hong Kong | Hisor Central Stadium, Hisor, Tayikistán |                         |
| 16:00 (TJT)         |           | Reporte   |           | Árbitra: [[]] VAR: [[]]                  | Árbitra: [[]] VAR: [[]] |

| 11 de abril de 2023 | Tayikistán | 0:1 (0:1) | Pakistán | Hisor Central Stadium, Hisor, Tayikistán |                         |
| 19:00 (TJT)         |            | Reporte   |          | Árbitra: [[]] VAR: [[]]                  | Árbitra: [[]] VAR: [[]] |

### Grupo F
| Equipo       | Pts | PJ | PG | PE | PP | GF | GC | Dif |
| ------------ | --- | -- | -- | -- | -- | -- | -- | --- |
| China Taipéi | 6   | 2  | 2  | 0  | 0  | 9  | 1  | +8  |
| Líbano       | 3   | 2  | 1  | 0  | 1  | 6  | 5  | +1  |
| Indonesia    | 0   | 2  | 0  | 0  | 2  | 0  | 9  | -9  |

| 5 de abril de 2023 | Líbano      | 1:5 (1:4) | China Taipéi                                     | Fouad Chehab Stadium, Joünié, Líbano                       |                                                            |
| 14:30 (EEST)       | - Khoury 9' | Reporte   | - 26' Yi-yun - 30', 45' Su-hsin - 32', 90+4' Chi | Asistencia: 250 espectadores Árbitra: Veronika Bernatskaya | Asistencia: 250 espectadores Árbitra: Veronika Bernatskaya |

| 8 de abril de 2023 | Indonesia | 0:5 (0:2) | Líbano                                                                    | Fouad Chehab Stadium, Joünié, Líbano |                        |
| 14:30 (EEST)       |           | Reporte   | - 29', 79' Iskander - 45+2' (pen.) Khoury - 59' (pen.) Rada - 69' Maalouf | Árbitra: Công Thị Dung               | Árbitra: Công Thị Dung |

| 11 de abril de 2023 | China Taipéi | 4:0 (2:0) | Indonesia | Fouad Chehab Stadium, Joünié, Líbano |                         |
| 14:30 (EEST)        |              | Reporte   |           | Árbitra: [[]] VAR: [[]]              | Árbitra: [[]] VAR: [[]] |

### Grupo G
| Equipo       | Pts       | PJ        | PG        | PE        | PP        | GF        | GC        | Dif       |
| ------------ | --------- | --------- | --------- | --------- | --------- | --------- | --------- | --------- |
| India        | 6         | 2         | 2         | 0         | 0         | 9         | 0         | +9        |
| Kirguistán   | 0         | 2         | 0         | 0         | 2         | 0         | 9         | -9        |
| Turkmenistán | Se retiró | Se retiró | Se retiró | Se retiró | Se retiró | Se retiró | Se retiró | Se retiró |

| 4 de abril de 2023 | Kirguistán | 0:5 (0:3) | India                                                   | Estadio Spartak, Biskek, Kirguistán                   |                                                       |
| 20:00 (KGT)        |            | Reporte   | - 6', 42' Tamang - 45+3' Guguloth - 61' Devi - 63' Rani | Asistencia: 354 espectadores Árbitra: Pansa Chaisanit | Asistencia: 354 espectadores Árbitra: Pansa Chaisanit |

| 7 de abril de 2023 | India                                          | 4:0 (2:0) | Kirguistán | Estadio Spartak, Biskek, Kirguistán |                       |
| 20:00 (KGT)        | - Ranganathan 18', 56' - Tamang 24' - Rani 85' | Reporte   |            | Árbitra: Kim Yu-jeong               | Árbitra: Kim Yu-jeong |

## Segunda ronda
El sorteo de la segunda ronda de las eliminatorias se llevó a cabo en la Casa de la AFC en Kuala Lumpur, Malasia el 18 de mayo de 2023.
Para la segunda ronda, los doce equipos se sortearán en tres grupos de cuatro equipos. Los equipos fueron clasificados de acuerdo con la Clasificación Mundial de la FIFA de marzo de 2023, y Corea del Norte no quedó clasificada debido a la inactividad.
| Bombo 1                              | Bombo 2                                           | Bombo 3                                       | Bombo 4                                   |
| ------------------------------------ | ------------------------------------------------- | --------------------------------------------- | ----------------------------------------- |
| Australia (10) Japón (11) China (13) | Corea del Sur (14) Vietnam (33) China Taipéi (37) | Tailandia (44) Filipinas (49) Uzbekistán (50) | India (61) Irán (67) Corea del Norte (NR) |

### Grupo A
| Equipo       | Pts | PJ | PG | PE | PP | GF | GC | Dif |
| ------------ | --- | -- | -- | -- | -- | -- | -- | --- |
| Australia    | 9   | 3  | 3  | 0  | 0  | 13 | 0  | 13  |
| Filipinas    | 6   | 3  | 2  | 0  | 1  | 5  | 9  | -4  |
| Irán         | 1   | 3  | 0  | 1  | 2  | 0  | 3  | -3  |
| China Taipéi | 1   | 3  | 0  | 1  | 2  | 1  | 7  | -6  |

| Fecha                  | Lugar             | Local        | Resultado | Visitante    |
| ---------------------- | ----------------- | ------------ | --------- | ------------ |
| 26 de octubre de 2023  | Perth (Australia) | Australia    | 2 – 0     | Irán         |
| 26 de octubre de 2023  | Perth (Australia) | Filipinas    | 4 – 1     | China Taipéi |
| 29 de octubre de 2023  | Perth (Australia) | Australia    | 8 – 0     | Filipinas    |
| 29 de octubre de 2023  | Perth (Australia) | China Taipéi | 0 – 0     | Irán         |
| 1 de noviembre de 2023 | Perth (Australia) | China Taipéi | 0 – 3     | Australia    |
| 1 de noviembre de 2023 | Perth (Australia) | Irán         | 0 – 1     | Filipinas    |

### Grupo B
| Equipo          | Pts | PJ | PG | PE | PP | GF | GC | Dif |
| --------------- | --- | -- | -- | -- | -- | -- | -- | --- |
| Corea del Norte | 7   | 3  | 2  | 1  | 0  | 9  | 1  | 8   |
| Corea del Sur   | 5   | 3  | 1  | 2  | 0  | 11 | 2  | 9   |
| China           | 4   | 3  | 1  | 1  | 1  | 5  | 3  | 2   |
| Tailandia       | 0   | 3  | 0  | 0  | 3  | 1  | 20 | -19 |

| Fecha                  | Lugar          | Local           | Resultado | Visitante       |
| ---------------------- | -------------- | --------------- | --------- | --------------- |
| 26 de octubre de 2023  | Xiamen (China) | China           | 1 – 2     | Corea del Norte |
| 26 de octubre de 2023  | Xiamen (China) | Tailandia       | 1 – 10    | Corea del Sur   |
| 29 de octubre de 2023  | Xiamen (China) | China           | 3 – 0     | Tailandia       |
| 29 de octubre de 2023  | Xiamen (China) | Corea del Sur   | 0 – 0     | Corea del Norte |
| 1 de noviembre de 2023 | Xiamen (China) | Corea del Sur   | 1 – 1     | China           |
| 1 de noviembre de 2023 | Xiamen (China) | Corea del Norte | 7 – 0     | Tailandia       |

### Grupo C
| Equipo     | Pts | PJ | PG | PE | PP | GF | GC | Dif |
| ---------- | --- | -- | -- | -- | -- | -- | -- | --- |
| Japón      | 9   | 3  | 3  | 0  | 0  | 11 | 0  | 11  |
| Uzbekistán | 6   | 3  | 2  | 0  | 1  | 4  | 2  | 2   |
| Vietnam    | 3   | 3  | 1  | 0  | 2  | 3  | 4  | -1  |
| India      | 0   | 2  | 0  | 0  | 3  | 1  | 13 | -12 |

| Fecha                  | Lugar                | Local      | Resultado | Visitante  |
| ---------------------- | -------------------- | ---------- | --------- | ---------- |
| 26 de octubre de 2023  | Taskent (Uzbekistán) | Uzbekistán | 1 – 0     | Vietnam    |
| 26 de octubre de 2023  | Taskent (Uzbekistán) | Japón      | 7 – 0     | India      |
| 29 de octubre de 2023  | Taskent (Uzbekistán) | Uzbekistán | 0 – 2     | Japón      |
| 29 de octubre de 2023  | Taskent (Uzbekistán) | India      | 1 – 3     | Vietnam    |
| 1 de noviembre de 2023 | Taskent (Uzbekistán) | Vietnam    | 0 – 2     | Japón      |
| 1 de noviembre de 2023 | Taskent (Uzbekistán) | India      | 0 – 3     | Uzbekistán |

#### Ranking de los segundos puestos
| Pos. | Grupo | Equipo        | PJ | PG | PE | PP | GF | GC | DG | Pts | Situación              |
| ---- | ----- | ------------- | -- | -- | -- | -- | -- | -- | -- | --- | ---------------------- |
| 1    | C     | Uzbekistán    | 3  | 2  | 0  | 1  | 4  | 2  | 2  | 6   | Accede a Tercera ronda |
| 2    | A     | Filipinas     | 3  | 2  | 0  | 1  | 5  | 9  | -4 | 6   |                        |
| 3    | B     | Corea del Sur | 3  | 1  | 2  | 0  | 11 | 2  | 9  | 5   |                        |

## Tercera ronda
| Grupo A   | Grupo B         | Grupo C | Mejor equipo segundo clasificado |
| --------- | --------------- | ------- | -------------------------------- |
| Australia | Corea del Norte | Japón   | Uzbekistán                       |

### Partidos de la tercera ronda
Los dos ganadores del ambas rondas, clasificaron a los Juegos Olímpicos de París 2024.

| Fecha                 | Lugar                 | Local           | Resultado | Visitante       |
| --------------------- | --------------------- | --------------- | --------- | --------------- |
| 24 de febrero de 2024 | Taskent               | Uzbekistán      | 0 – 3     | Australia       |
| 28 de febrero de 2024 | Melbourne             | Australia       | 10 – 0    | Uzbekistán      |
| 24 de febrero de 2024 | Yeda (Arabia Saudita) | Corea del Norte | 0 – 0     | Japón           |
| 28 de febrero de 2024 | Tokio                 | Japón           | 2 – 1     | Corea del Norte |

| 24 de febrero de 2024 | Uzbekistán | 0:3 (0:0) | Australia                             | Milliy Stadium, Taskent, Uzbekistán                    |                                                        |
| 14:00 (UZT)           |            | Reporte   | - Heyman 74' - Fowler 84' - Foord 86' | Asistencia: 2.347 espectadores Árbitra: Oh Hyeon-jeong | Asistencia: 2.347 espectadores Árbitra: Oh Hyeon-jeong |

| 28 de febrero de 2024 | Australia | 10:0 (8:0) | Uzbekistán | Docklands Stadium, Melbourne, Australia                    |                                                            |
| 20:00 (UTC+11:00)     | - Asadova 1' (a.g.) - Heyman 4', 8', 16', 45+3' - Torpey 22' - Fowler 36' - Foord 38' - Raso 68' - Sayer 90+4' | Reporte    |            | Asistencia: 54.120 espectadores Árbitra: Yoshimi Yamashita | Asistencia: 54.120 espectadores Árbitra: Yoshimi Yamashita |

| 24 de febrero de 2024 | Corea del Norte | 0:0     | Japón | Prince Abdullah Al-Faisal Stadium, Jeddah, Arabia Saudita |                    |
| 16:04 (UTC+03:00)     |                 | Reporte |       | Árbitra: Lê Thị Lý                                        | Árbitra: Lê Thị Lý |

| 28 de febrero de 2024 | Japón                        | 2:1 (1:0) | Corea del Norte    | Estadio Olímpico de Tokio (2019), Tokio |                        |
| 18:34 (UTC+09:00)     | - Takahashi 26' - Fujino 76' | Reporte   | - Kim Hye-yong 81' | Árbitra: Casey Reibelt                  | Árbitra: Casey Reibelt |

## Clasificadas a losJuegos Olímpicos de París 2024
| Bandera de Australia | Bandera de Japón |
|                      |                  |
| Australia            | Japón            |